# Aurions-Idernes
Aurions-Idernes – miejscowość i gmina we Francji, w regionie Nowa Akwitania, w departamencie Pireneje Atlantyckie.
Według danych na rok 1990 gminę zamieszkiwało 141 osób, a gęstość zaludnienia wynosiła 22 osób/km² (wśród 2290 gmin Akwitanii Aurions-Idernes plasuje się na 1035. miejscu pod względem liczby ludności, natomiast pod względem powierzchni na miejscu 1327.).